# Synempora andesae
Synempora andesae är en fjärilsart som beskrevs av Davis och Nielsen 1980. Synempora andesae ingår i släktet Synempora och familjen Neopseustidae. Inga underarter finns listade i Catalogue of Life.